# Spodoptera albula
Spodoptera albula là một loài bướm đêm trong họ Noctuidae.